# Floscularia conifera
Floscularia conifera är en hjuldjursart som först beskrevs av Hudson 1886.  Floscularia conifera ingår i släktet Floscularia och familjen Flosculariidae. Inga underarter finns listade i Catalogue of Life.